# Plebańskie
Plebańskie – zniesiona wieś w Polsce położona w województwie świętokrzyskim, w powiecie kieleckim, w gminie Piekoszów.
W latach 1975–1998 miejscowość administracyjnie należała do województwa kieleckiego.
Nazwę zniesiono z 2023 r.